# Завеса
Завеса или застор је искројен део тканине који служи да спречи пробијање светлости, воде или других материја. Завесе се најчешће налазе на прозору. Завесе великих димензија се користе у позориштима приликом почетка представе. Истовремено могу бити и украсног типа са придруженим орнаментима и украсима на њој што је случај нпр. у елитним хотелима.
Да би завеса била на прозору, мора бити закачена за дугачку греду коју се налази тик испод плафона и спушта се и виси до пода, прозора, тик испод прозора, или до неке друге висине. Завеса такође може бити сачињена од једног парчета тканине (који се вуче на једну страну) или два парчета тканине (који се шире на леву и десну страну). Уколико је простор за становање превише ниско (у приземљу или нижим спратовима куће или стана), завеса може служити као заштита и чувар приватности станара објекта.
Завесе се често каче на унутрашњој страни прозора зграде како би блокирале пролаз светлости. На пример, ноћу да би се лакше спавало или да би се спречило да светлост излази ван зграде (спречавајући људе напољу да виде унутра, често из разлога приватности). У овој апликацији су познати и као „драперије”. Завесе окачене преко врата познате су као портјере. Завесе долазе у различитим облицима, материјалима, величинама, бојама и дезенима. Често имају своје одељке у оквиру робних кућа, док су неке радње потпуно посвећене продаји завеса.
Завесе се разликују у зависности од могућности чишћења, оштећења услед ултраљубичастог светла, задржавања уља и прашине, апсорпције буке, отпорности на ватру и животног века. Завесама се може управљати ручно, уз помоћ каблова, притиском на дугме или компјутерима на даљинско управљање. Оне се држе ван пута кроз прозор помоћу веза за завесе. Мерење потребних величина завеса за сваки прозор увелико варира у зависности од врсте потребне завесе, величине прозора и типа и тежине завесе.
Завесе су облик декорације прозора и употпуњују укупан изглед ентеријера куће. Завесе помажу у контроли амбијента и протока природног светла у просторији. Ефекат драперије или завеса најбоље се види на дневном светлу, а уз правилно позиционирање унутрашњег светла, може изгледати атрактивно чак и ноћу.

## Историја
Према доказима пронађеним на локацијама ископавања у Олинту, Помпеји и Херкулануму, сматра се да су портијери, завесе висиле преко врата, и да су коришћене као преграда за просторије у класичној антици. Мозаици из 2. до 6. века приказују завесе окачене на шипке које се протежу кроз лукове.

### Енглеска
У Енглеској су завесе почеле да замењују дрвене капке крајем 16. века. У средњовековној Енглеској, најранији облик обраде прозора биле су кожне плоче навучене на гвоздене шипке. Оне су на крају замењени тканим вуненим плочама. Током владавине Елизабете I, почеле су да се увозе китњасто украшене италијанске ренесансне тканине, укључујући брокат, сомот и дамаст. Ове китњасте тканине, као и тканине украшене везом, коришћене су у завесама током енглеског елизабетанског и јакобинског периода. Капци од пуног дрвета су коришћени током хладних сезона.

### Фатимидски калифат
У Фатимидском калифату, завеса позната као ситр („вео“) је коришћена да би се сакрио калифа на почетку аудијенције (меџлиса). Слуга познат као сахиб ел-ситр (или мутавали ел-ситр) би је затим повукао назад да би открио калифа који седи на свом престолу. Сахиб ел-ситр је такође био комбинован са дужностима коморника, мајстора церемонија и носиоца калифовог мача, и често је биран међу мамелуцима из сакалибског порекла.

## Контрола светлости и изолација
Завесе се производе од разних дебелих тканина, од којих свака има различит степен апсорпције светлости и топлотне изолације. За максималну контролу температуре, размак завесе до прозора треба да буде мали, са минималним промајем конвекције испод или изнад завесе. Различите архитектонске структуре око завесе могу минимизовати ове промаје ваздуха, али обично се користе само за декорацију и чине да се собе осећају пријатнијим.
Провидна или мрежаста завеса је она која је направљена од прозирне тканине, као што је лабаво ткани полиестерски воал, свилени или најлонски маркизет или нинон, памучна чипка итд. Прозирне завесе омогућавају да се већина светлости пренесе кроз тканину, а ткање тканине пружа основни ниво УВ заштите док задржава максималну видљивост према споља кроз завесу. Прозирне завесе се понекад називају „завесама приватности“ у смислу њихове способности скрининга; током дана већина прозирних тканина ће омогућити људима у кући да имају поглед на спољашњост, док спречавају људе изван куће да виде директно у кућу. Због лабавог ткања у прозирним тканинама, ове врсте завеса нуде врло мало топлотне изолације.

## Стилови
Завесе се могу користити да дају просторији фокус. Постоји најмање двадесет различитих стилова завеса и драперија који се могу користити у обради прозора.
- Завесе са равним панелом су једноставне и разноврсне: да би се направиле, комади тканине се опшивају на све четири ивице, а коначни правоугаони или квадратни комад се окачи о стубове завеса помоћу прстенова за причвршћивање или нечег сличног.[23] Ако је наборана, на изглед снажно утиче пуноћа набора.
- Панелнe парне завесе су такође познате као двоструке завесе. Онe се односе на две плоче за завесе које висе са обе стране прозора. Ово је најчешћи стил.
- Таб топ завесе се праве са уским каишевима, који се закаче или везују на горњој ивици и висе са стуба завесе.[24] Овај стил завеса је често дизајниран као два стационарна панела са стране прозора.
- Завесе са ушицама се каче провлачењем стуба завесе кроз отвор на врху тканине. Ово може бити или изрезана рупа са ивицама завршеним низом шавова или може користити ушице за спречавање хабања.
- Завесе за ешарпом се користе за покривање доњег крила прозора.
- Завесе са шипкама имају канал ушивен у горњи део тканине. Шипка за завесе се провлачи кроз канал да би се завеса окачила.[25]
- Термалне или затамњене завесе користе веома чврсто ткану тканину, обично у више слојева. Оне не само да блокирају светлост, већ могу послужити и као акустични или термички пригушивач.
- Облоге за завесе се користе за заштиту стварних завеса од влажења.
- Завесе са рупицама су причвршћене за носач (обично метални). Неколико кружних рупа је урезано близу врха завесе и оивичено металним прстеном (ушицом). Носач се затим провлачи кроз ове рупе, са прибл. 4 cm тканине која се види изнад штапа.

## Галерија
- Шато Амбваз
- Аустријске ролетне
- Завеса Бечке опере
- Хотел Трансвал
- Хотелске завесе
- Водопадне завесе
- Маринскијева завеса
- Главна завеса која се користи као кулиса у биоскопу.
- Норен (јапанска завеса) у онсену.
- Хотелска спаваћа соба
- Завеса врха боце
- Спаваћа соба краљице Шарлоте Матилде
- Кревет са балдахином
- Када са завесом у кући Бернхајмер
- Завеса од шкољки